# Florida
Florida este un stat al SUA situat în sud-estul țării. Regiunea și peninsula au fost numite astfel de exploratorul spaniol Juan Ponce de León, care a ajuns pe coasta peninsulei în ziua de 2 aprilie 1513, într-o perioadă a anului numită în spaniolă Pascua Florida, în traducere Paștile înflorite, perioadă ce coincidea cu sezonul sărbătorilor pascale.

## Demografie

### Structura rasială
Populația totală a statului în 2010: 18.801.310
Structura etnică în conformitate cu recensământul din 2010:
- 75.0% Albi (14.109.162)
- 16.0% Negri (2.999.862)
- 3.6% Altă rasă (681.144)
- 2.5% Două sau mai multe rase (472.577)
- 2.4% Asiatici (454.821)
- 0.4% Amerindieni (71.458)
- 0.1% Hawaiieni nativi sau locuitori ai Insulelor Pacificului (12.286)

### Limbi vorbite (2010)[2]
- 73% — engleză;
- 20% — spaniolă;
- 2% — creola franceză;
- 1% — altele

### Simbolurile statului
- Nickname: "The Sunshine State"
- State Bird: Mockingbird

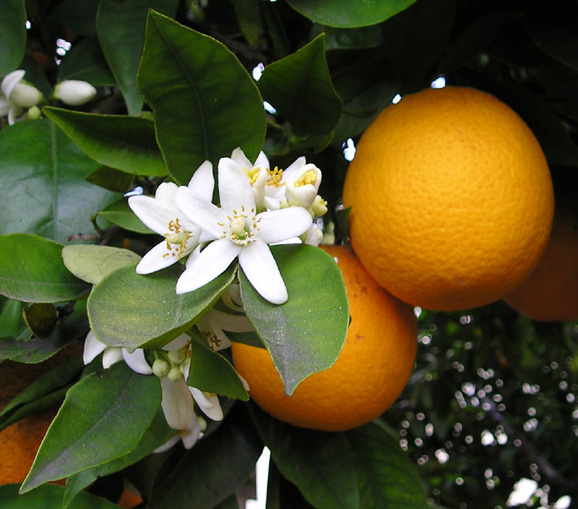
Flori și fructe într-un portocal

- State Flower: Orange blossom - (Citrus sinensis)
- State Insect: Zebra Longwing Butterfly
- State Song: "Old Folks at Home (Suwannee River)" by Stephen C. Foster
- State Tree: Sabal Palm
- State Reptile: American Alligator
- State Animal: The Florida Panther
- State Marine Mammal: The West Indian Manatee
- State Saltwater Mammal: The Dolphin
- State Drink: Orange juice
- State Fruit: Orange
- State Shell: The Horse Conch (The great band shell)
- State Saltwater Fish: The Sailfish
- State Freshwater Fish: Florida Largemouth Bass